# Діброва (Великорублівська сільська громада)
Дібро́ва — село в Україні, у Великорублівській сільській громаді Полтавського району Полтавської області. Населення становить 47 осіб. Орган місцевого самоврядування — Козлівщинська сільська рада.

## Географія
Село Діброва примикає до сіл Зуби та Гонтарі (Полтавський район), на відстані 2 км знаходиться села Касяни та Терещенки. Місцевість навколо села заболочена, поруч проходить іригаційний канал. До села примикає лісовий масив урочище Коржеві Могили.
На північ від села розташований ландшафтний заказник місцевого значення Садочки.

## Історія
12 червня 2020 року, відповідно до розпорядження Кабінету Міністрів України № 721-р «Про визначення адміністративних центрів та затвердження територій територіальних громад Полтавської області», село увійшло до складу Великорублівської сільської громади.
19 липня 2020 року, в результаті адміністративно - територіальної реформи та ліквідації  Котелевського району, село увійшло до складу новоутвореного Полтавського району.